# حسن الغباش
حسن الغباش (1971 في دمشق) طبيب وسياسي سوري شغل منصب وزير الصحة في حكومتي حسين عرنوس الأولى والثانية من 30 آب 2020 إلى 23 أيلول 2024.
يحمل إجازة بالطب البشري من جامعة دمشق عام 1998 وتابع الاختصاص في مجال أمراض الأذن والأنف والحنجرة وجراحة الرأس والعنق في مشفى المواساة الجامعي حتى عام 2002.
حاز العضوية في الأكاديمية الأمريكية لأمراض الأذن والأنف والحنجرة عام 2003 ونال شهادة البورد العربي وحصل على شهادات خبرة من بلجيكا وسويسرا وإسبانيا باختصاصات نوعية كمجال زراعة القوقعة وجراحة الأذن المجهرية وجراحة الجيوب التنظيرية.
عضو مؤسس للجمعية العربية لأطباء الأنف في القاهرة وعضو هيئة البورد السوري ورئيس لجنة التدريب لأمراض الأذن والأنف والحنجرة منذ عام 2017 وانتخب رئيساً للجمعية السورية لأطباء الأذن والأنف والحنجرة من عام 2014 حتى 2019 وانتخب نقيباً لأطباء دمشق عام 2019.
متزوج ولديه ابنان ابن وابنة.